# Terremoto dell'Alaska del 1964
Il terremoto dell'Alaska del 1964 fu un evento sismico di magnitudo 9,2 che colpì lo stato statunitense dell'Alaska il 27 marzo 1964 alle 17:36 locali. Il sisma, noto anche come terremoto del Venerdì santo (in inglese Good Friday earthquake) poiché avvenne di Venerdì santo, e il successivo maremoto provocarono 131 morti.
Della durata di quattro minuti e trentotto secondi, il terremoto di magnitudo 9,2 è il sisma più potente registrato nella storia del Nord America e il secondo terremoto più potente registrato nella storia del mondo, dopo il terremoto di Valdivia del 1960 di magnitudo 9,5. La rottura della faglia, lunga circa 970 km, portò a uno spostamento di 18 m e al rilascio della tensione accumulata per quasi 500 anni. La liquefazione del suolo, le fessure, le frane e altri cedimenti del suolo causarono gravi danni strutturali in diverse comunità.
Anchorage, la città più popolosa dell'Alaska, subì gravi danni a molte case, edifici e infrastrutture, che non erano state adeguatamente progettate per resistere a un forte terremoto, in particolare nella baia di Knik dove ci furono diverse frane. Alcune aree vicino all'isola Kodiak, a 320 km a sud-ovest, furono permanentemente rialzate di 9 m. Al contrario, a sud-est di Anchorage, alcune aree nella baia di Turnagain vicino a Girdwood e Portage vennero abbassate di 2,4 m; questo richiese la ricostruzione e un riempimento per riportare l'autostrada Seward al di sopra del nuovo limite di alta marea.
Nello stretto di Prince William una frana sottomarina causò il crollo del porto e delle banchine della cittadina di Valdez, portando alla morte di 32 persone. Nelle vicinanze, un maremoto con onde di 8,2 m distrusse il villaggio di Chenega, uccidendo 23 delle 68 persone che vi abitavano. Le onde di maremoto successive al terremoto colpirono diverse comunità dell'Alaska, nonché persone e proprietà negli stati della Columbia Britannica, di Washington, dell'Oregon e della California, raggiungendo anche le Hawaii e il Giappone.

## Geologia
Il 27 marzo 1964, alle 17:36 ora locale (3:36 UTC), una faglia tra la placca pacifica e quella nordamericana si ruppe vicino al College Fjord nello stretto di Prince William. L'epicentro del terremoto è stato localizzato 20 km a nord dello stretto di Prince William, 125 km a est di Anchorage e 64 km a ovest di Valdez, mentre l'ipocentro è stato localizzato a una profondità di circa 25 km. Gli spostamenti del fondale oceanico crearono maremoti con onde alte fino a 67 m, che provocarono molte delle vittime e gran parte dei danni. Si svilupparono anche grandi frane, con conseguenti gravi danni alle infrastrutture e abitazioni. Il terremoto ha determinato uno spostamento verticale fino a 11,5 m su un'area di circa 260000 km² all'interno dell'Alaska. Studi hanno stimato circa 0,14-0,18 g la massima accelerazione del suolo indotta del terremoto.
Il terremoto dell'Alaska è stato un terremoto nella zona di subduzione, causato dallo scivolamento di una placca oceanica sotto una placca continentale. La faglia responsabile è nella fossa delle Aleutine, una faglia inversa causata da una forza di compressione. Ciò ha causato gran parte delle irregolarità nel terreno, risultato dello spostamento verticale del terreno in direzioni opposte.
Ci sono state centinaia di scosse di assestamento nelle settimane successive alla scossa principale. Solo nel primo giorno sono state registrate undici grandi scosse di assestamento di magnitudo superiore a 6. Altri nove sismi si verificarono nelle tre settimane successive. In tutto, migliaia di scosse di assestamento si sono verificate nei mesi successivi al terremoto e scosse di assestamento minori hanno continuato a colpire la regione per più di un anno.

### I maremoti
- Rosso: da 1 a 4 ore
- Giallo: da 5 a 6 ore
- Verde: da 7 a 14 ore
- Blu: da 15 a 21 ore.

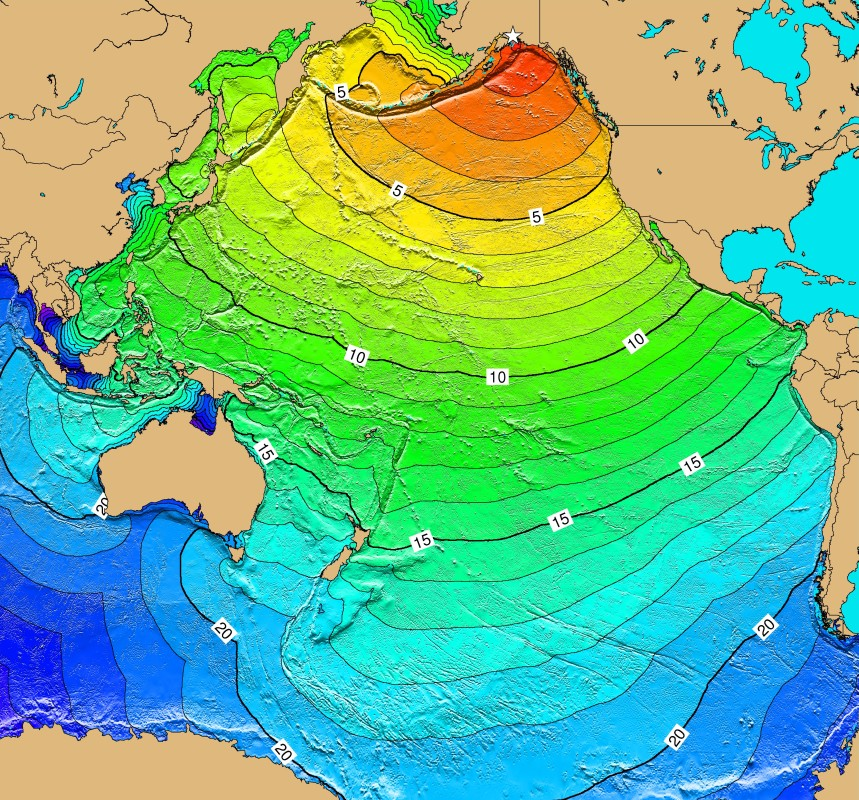
Mappa del tempo di arrivo calcolato dell'onda di maremoto prodotta dal terremoto dell'Alaska del 1964. I tempi di arrivo sono stati calcolati tramite il software Tsunami Travel Times v3.1 (P. Wessel). La mappa non mostra l'altezza o l'intensità delle onde, ma solo il tempo stimato.

Ci furono oltre 15 maremoti localizzati, ma quello più grande è stato localizzato al largo del Oceano Pacifico, a 30 km della penisola di Valdez.Questi maremoti più piccoli sono stati prodotti da frane sottomarine e subaeree e sono stati responsabili della maggior parte dei danni. Onde di maremoto sono state notate in oltre 20 Paesi, tra i quali il Perù, la Nuova Zelanda, la Papua Nuova Guinea, il Giappone, il Messico e in Antartide. L'onda di maremoto più grande è stata registrata nella Shoup Bay, vicino Valdez in Alaska, con un'altezza di circa 67 m.

## Effetti del sisma

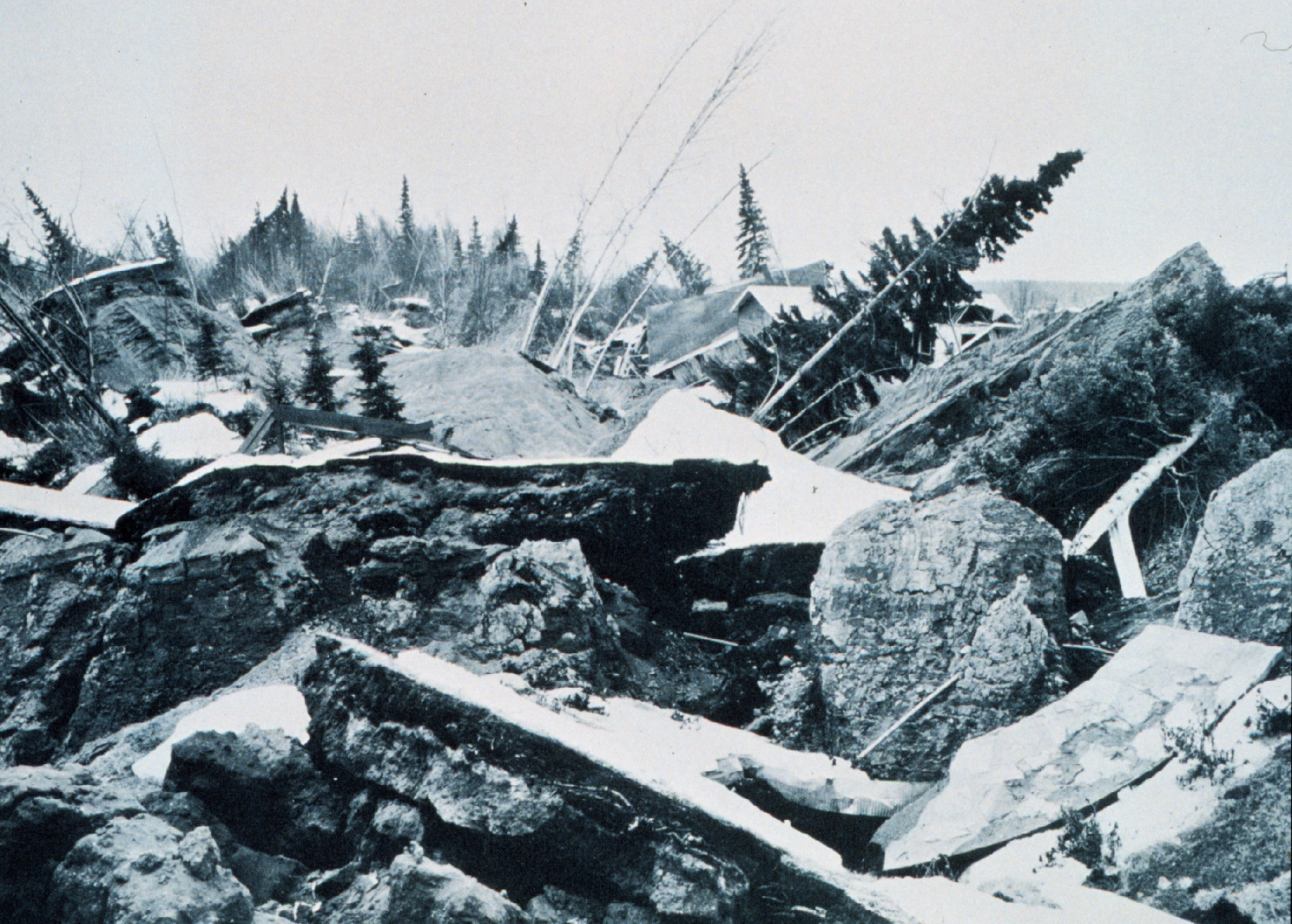
La più grande frana ad Anchorage si è verificata lungo la baia di Knik tra Point Woronzof e Fish Creek, causando notevoli danni a numerose case presso Turnagain-By-The-Sea.

A seguito del terremoto sono state conteggiate 131 persone morte: nove sono morte a causa del terremoto stesso e altre 122 sono morte a causa dei successivi maremoti. Quattro sono morte a causa del maremoto nell'Oregon e altre dodici a Crescent City in California. Il terremoto è stato stimato dell'XI grado sulla scala Mercalli modificata, avendo riportato gravi danni strutturali, fessure e cedimenti del terreno, e le sabbie si liquefecero. Il costo economico dei danni è stato stimato in $ 116 milioni (circa 750 milioni di dollari rapportati al 2020).

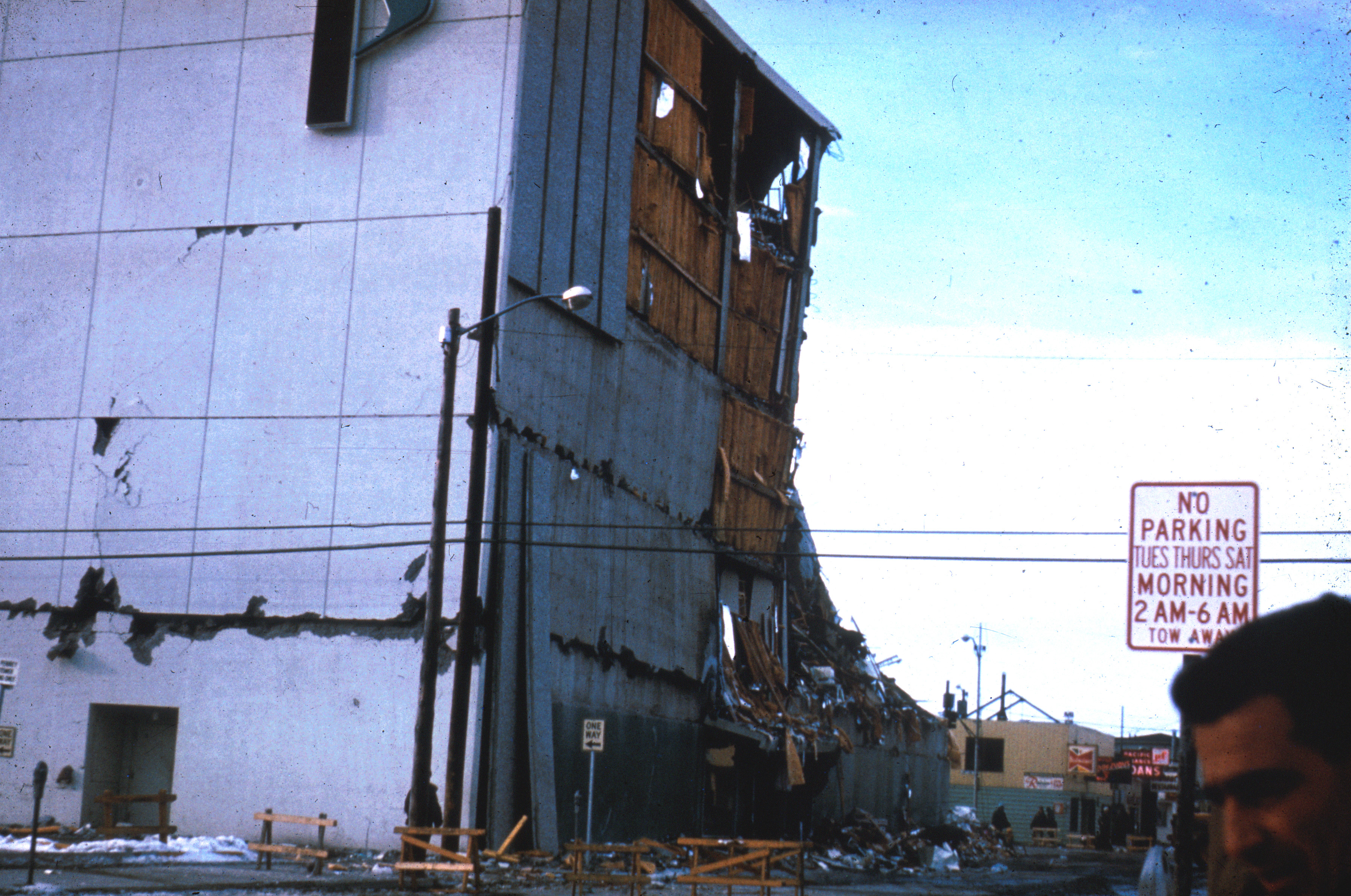
Il palazzo a 5 piani del grande magazzino J.C. Penney Store ad Anchorage danneggiato dal terremoto.

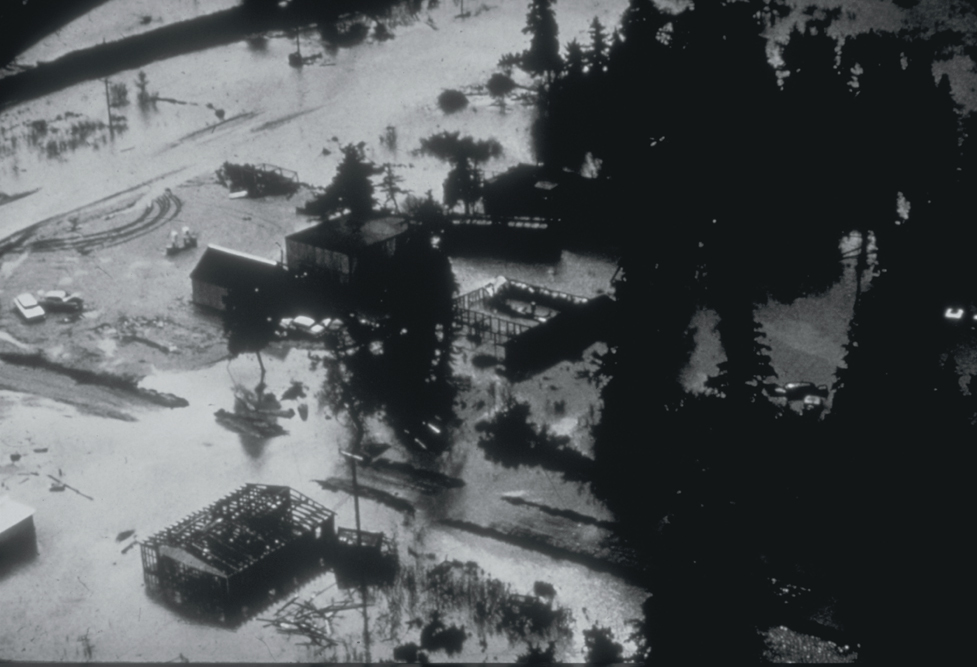
Le rovine di Portage.

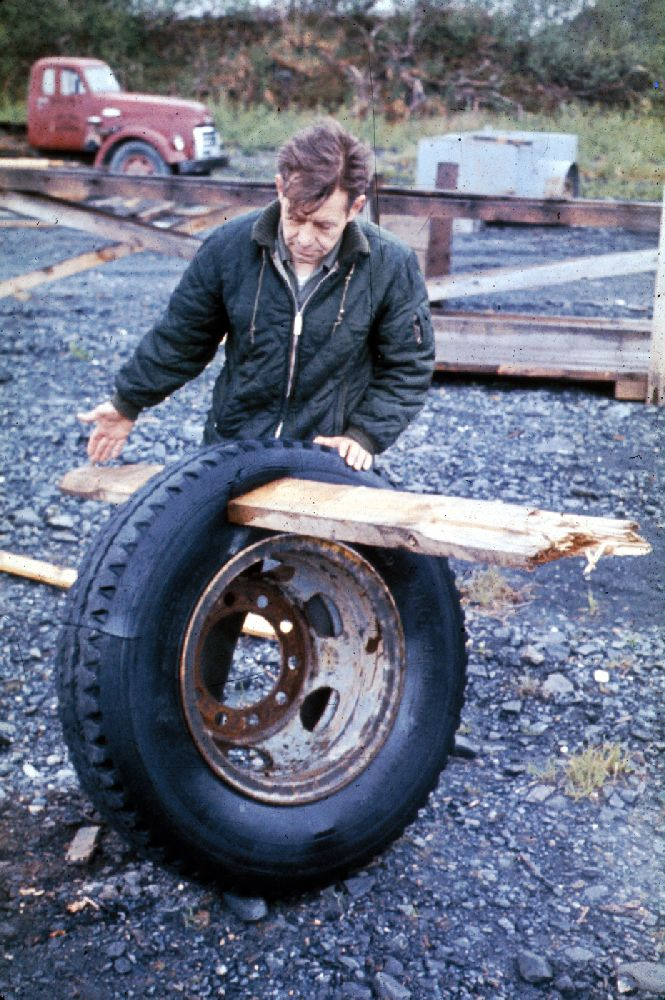
Una tavola incastrata in uno pneumatico dopo il passaggio del maremoto a Whittier.

La maggior parte dei danni si è verificata ad Anchorage, 120 km a nord-ovest dell'epicentro. Anchorage non è stata colpita dai maremoti, ma il centro della città venne gravemente danneggiato e alcune parti della città costruite su scogliere sabbiose sovrastanti il Bootlegger Cove clay vicino alla baia di Cook, in particolare il quartiere di Turnagain, subirono gravi danni causati da frane. La zona nel quartiere colpita dalle frane venne poi trasformata in un parco, l'Earthquake Park. Anche il terreno che domina la valle del fiume Ship Creek vicino ai depositi della Ferrovia dell'Alaska fu soggetto a frane, che distrussero diversi acri di edifici e isolati nel centro di Anchorage. La maggior parte delle altre aree della città subirono danni di minore entità. La torre di controllo in cemento alta 18 m dell'aeroporto internazionale di Anchorage crollò, uccidendo William George Taylor, il controllore del traffico aereo della FAA in servizio nella cabina della torre al momento del terremoto. I villaggi di Girdwood e Portage, situati, rispettivamente, a 48 e 64 km a sud-est del centro di Anchorage nella baia di Turnagain, furono distrutti dalla subsidenza e dalla successiva azione delle maree. Girdwood venne ricostruito nell'entroterra, mentre Portage venne abbandonato. Circa 32 km dell'autostrada Seward affondarono sotto il limite dell'alta marea della baia di Turnagain; l'autostrada e i suoi ponti furono rialzati e ricostruiti tra il 1964 e il 1966.
La maggior parte delle città costiere nelle aree dello stretto di Prince William, della penisola di Kenai e dell'isola Kodiak, in particolare i principali porti di Seward, Whittier e Kodiak, è stata gravemente danneggiata da una combinazione di attività sismica, subsidenza, maremoti e incendi successivi al sisma. Sebbene non del tutto distrutta dal terremoto, la cittadina di Valdez, nella quale ci furono 32 morti, venne ricostruita tre anni dopo su un'altura a 6,4 km a ovest del suo sito originario. Anche alcuni villaggi di nativi dell'Alaska, tra i quali Chenega e Afognak, furono distrutti o danneggiati. Il terremoto causò anche la disconnessione per sei minuti del sistema radar di sorveglianza e intercettazione di missili balistici della Clear Air Force Station, l'unica interruzione non programmata nella sua storia operativa. Nei pressi di Cordova, anche il Miles Glacier Bridge, che attraversa il fiume Copper subì danni; infatti, la campata numero 4 scivolò via dal suo pilone e crollò.
Il Canada venne interessato principalmente dalle onde di maremoto. Infatti, un'onda alta 1,4 m raggiunse la cittadina di Prince Rupert, nella Columbia Britannica, poco a sud dell'Alaska Panhandle, circa tre ore dopo il terremoto. Il maremoto raggiunse anche Tofino, situata lungo la costa occidentale dell'isola di Vancouver, per poi risalire il fiordo, colpendo due volte la cittadina di Port Alberni, causando gravi danni agli edifici. Anche le città di Hot Springs Cove, Zeballos, Port Alice e Amai subirono danni. Il danno nella Columbia Britannica è stato stimato in circa 15 milioni di dollari canadesi.
Le onde di maremoto colpirono anche altre parti dell'America settentrionale, causando danni e vittime tra Oregon e California, e danni anche alle Hawaii. Effetti del terremoto sulle onde superficiali vennero registrati dai mareografi di Freeport, in Texas. Sesse vennero rilevate nei pozzi di vari Paesi del mondo, tra i quali Inghilterra, Namibia e Australia.

## Ricostruzione

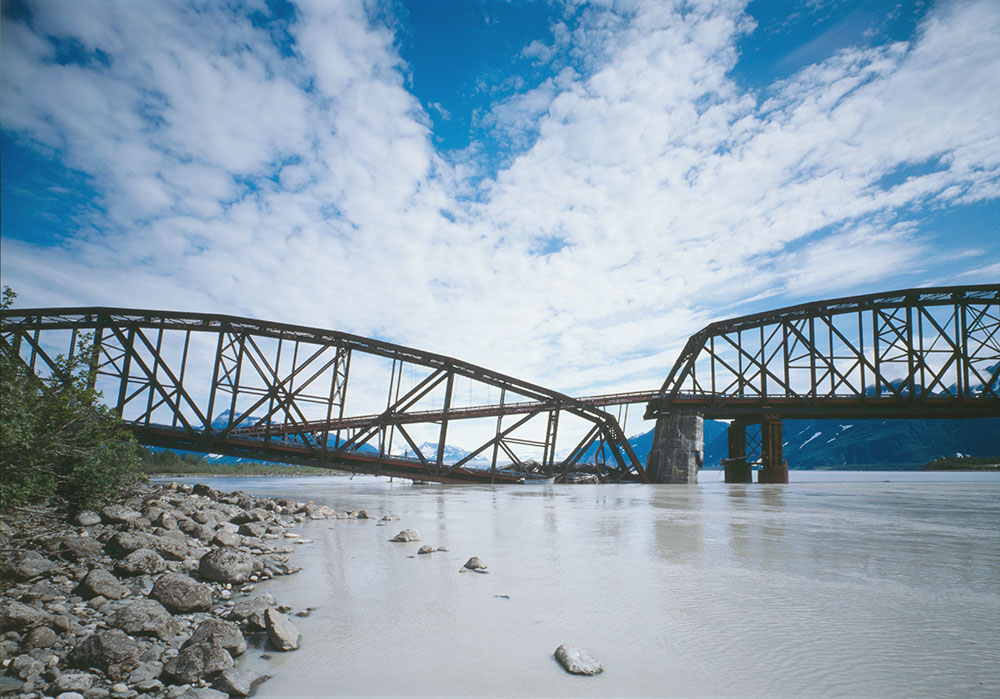
Una campata del Miles Glacier Bridge crollata a causa del terremoto. Venne in seguito aggiunta una passerella temporanea. Foto del 1984.

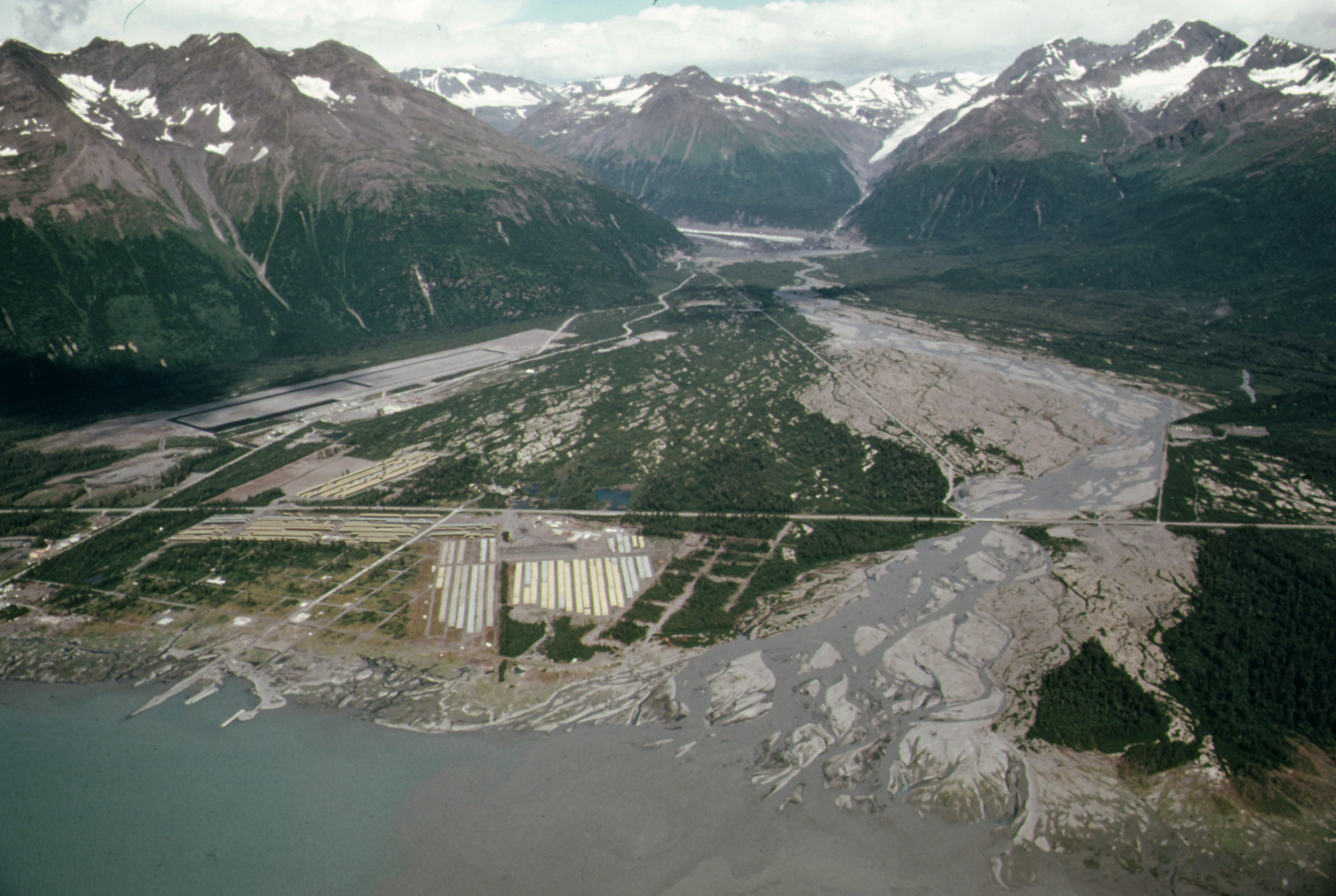
Il villaggio di Valdez venne abbandonato e ricostruito dopo il terremoto, venendo poi usato come deposito durante la costruzione del Trans-Alaska Pipeline System. Foto del 1974.

L'Alaska non aveva mai subito un grave disastro in un'area densamente popolata prima e disponeva di risorse molto limitate per affrontare gli effetti di un tale evento. Ad Anchorage, su sollecitazione della geologa Lidia Selkregg, la municipalità e l'Alaska State Housing Authority nominarono una squadra di 40 scienziati, tra cui geologi, scienziati del suolo e ingegneri, per valutare i danni causati dal terremoto alla città. La squadra, chiamata Engineering and Geological Evaluation Group, era guidata da Ruth A. M. Schmidt, geologa e professoressa di geologia presso l'Università dell'Alaska Anchorage. La squadra di scienziati si scontrò con gli imprenditori e i costruttori locali, che volevano ricostruire immediatamente, mentre gli scienziati volevano identificare i pericoli futuri per garantire che le infrastrutture ricostruite fossero sicure. La squadra produsse un rapporto tecnico l'8 maggio 1964, poco più di un mese dopo il terremoto.
Anche l'esercito degli Stati Uniti intervenne a supporto della popolazione sin dalla fine del terremoto, ristabilendo rapidamente le comunicazioni col resto della nazione, dispiegando truppe per assistere i cittadini di Anchorage e inviando un convoglio a Valdez. Il giorno dopo il terremoto il presidente statunitense Lyndon B. Johnson dichiarò l'intera Alaska una grave area disastrata. La Marina degli Stati Uniti e la Guardia Costiera schierarono navi presso le comunità costiere isolate per assistere la popolazione. Il maltempo e la scarsa visibilità ostacolarono i soccorsi aerei e le osservazioni aeree il giorno dopo il terremoto, ma già la domenica successiva la situazione era migliorata e vennero dispiegati elicotteri di soccorso e velivoli d'osservazione. Un ponte aereo militare iniziò immediatamente a spedire rifornimenti in Alaska. La giornalista televisiva Genie Chance assistette e supportò le operazioni di recupero e soccorso, rimanendo in onda sulle frequenze di radio KENI ad Anchorage per più di 24 ore quasi continuativamente dal suo posto temporaneo all'interno dell'edificio di sicurezza pubblica di Anchorage. Venne anche designata come agente di pubblica sicurezza dal capo della polizia della città. Chance fornì le ultime notizie sugli eventi catastrofici che si susseguivano in seguito al terremoto e funse da voce dell'ufficio di pubblica sicurezza, coordinando le comunicazioni, collegando le risorse disponibili ai bisogni della comunità, diffondendo informazioni su rifugi e cibo, trasmettendo messaggi della popolazione e aiutando a riunire le famiglie.
Nei mesi successivi il Corpo degli ingegneri dell'esercito statunitense guidò gli sforzi per ricostruire strade, ripulire i detriti e stabilire nuovi siti urbani per le comunità che erano state completamente distrutte, per un costo di 110 milioni di dollari. Venne creato il West Coast and Alaska Tsunami Warning Center per il monitoraggio dei maremoti. I fondi federali per gli aiuti in caso di calamità pagarono la ricostruzione e sostennero finanziariamente le infrastrutture devastate del governo dell'Alaska, spendendo centinaia di milioni di dollari. Su ordine del Dipartimento della Difesa degli Stati Uniti, la Guardia Nazionale dell'Alaska fondò l'Alaska Division of Emergency Services per rispondere a eventuali disastri futuri.